# Paula Riemann

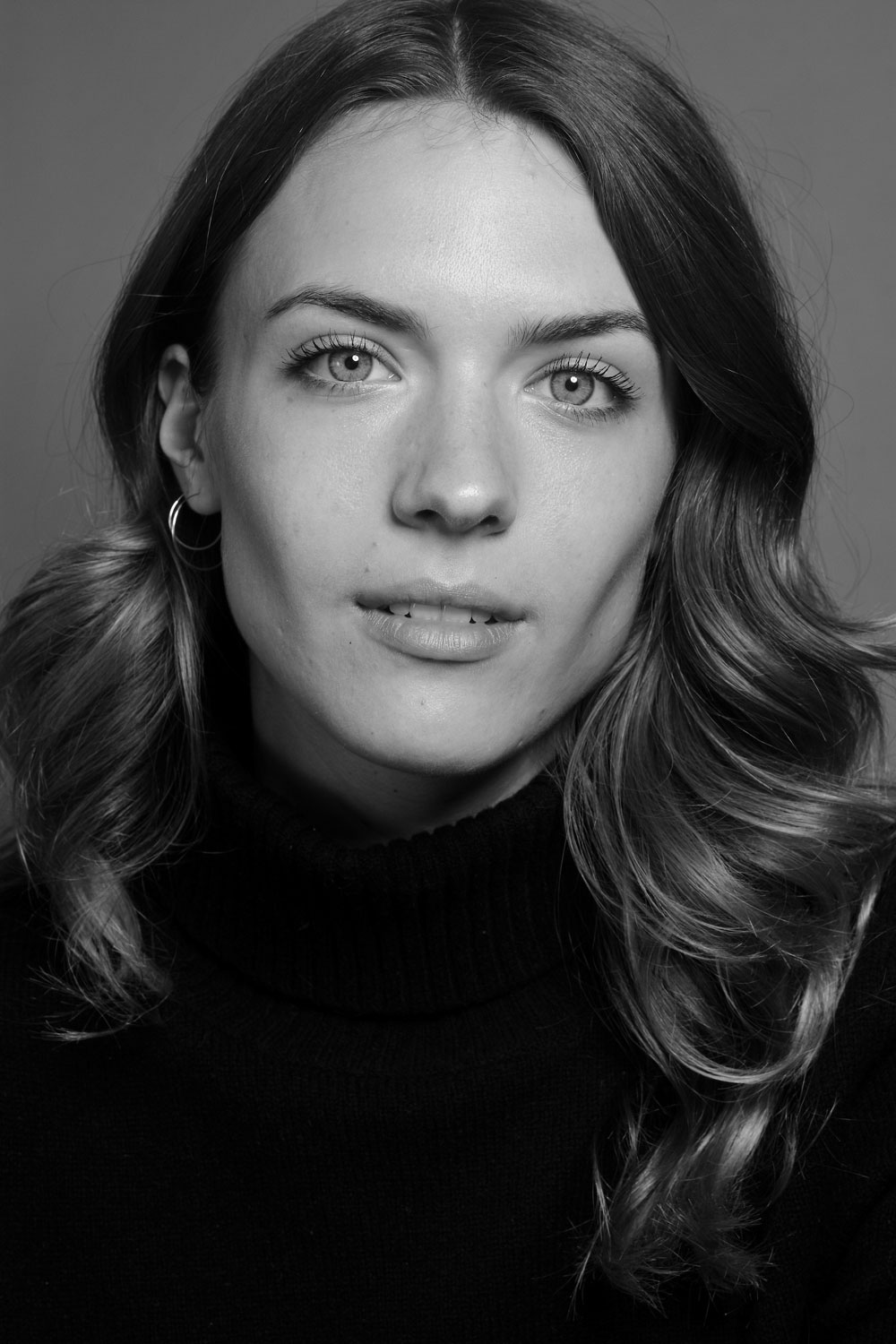
Paula Riemann

Paula Amber Romy Riemann, auch Paula Romy (* 3. August 1993 in München) ist eine deutsche Regisseurin, Schauspielerin und Filmemacherin.

## Leben
2010 zog Paula Riemann nach London, um eine Tanzausbildung an der Tanzschule The Urdang Academy zu absolvieren. Danach studierte sie zunächst Wirtschaftswissenschaften an der Queen Mary University und dann Filmregie an der London Met Film School.
Paula Riemann lebt in Berlin und London, wo sie als Regisseurin und Produzentin Filme, Musik-Videos und Werbungen dreht. Sie ist zudem bekannt als Schauspielerin für die Rolle Maja in Marco Kreuzpaintners Komödie Coming In (2014) und für die Rolle Melanie in der Kinderfilm-Trilogie Die Wilden Hühner (2006–2007), für welche sie den Undine Award als Bester jugendlicher Komödiant gewann.
Paula Riemann ist die Tochter der Schauspieler Katja Riemann und Peter Sattmann.

## Filmografie
als Schauspielerin
- 2004: Bergkristall
- 2006: Die Wilden Hühner
- 2006: Störtebeker
- 2007: Die Wilden Hühner und die Liebe
- 2014: Coming In
- 2016: Seitenwechsel

als Regisseurin
- Ella (Kurzfilm, 2015)
- BiNARY (Kurzfilm, 2016)
- Puppet On A String (Musikvideo, 2017)
- Warum sind Sie hier? (Kurzfilm, 2018)
- Skrupel (Kurzfilm, 2019)
- Fly (2019)
- Bomberjacke (Musikvideo, 2022)

## Theater
- 2025: Di Vi Si On, Buch und Regie, Renaissance-Theater Berlin